# Pável Sadyrin
Pável Fiódorovich Sadyrin (en ruso: Павел Фёдорович Садырин; 18 de septiembre de 1942 – 1 de diciembre de 2001) fue un futbolista y entrenador soviético y ruso. Falleció en 2001 en Moscú a causa de un cáncer.

## Trayectoria
Natural de Perm, Sadyrin debutó en el fútbol con el Zvezda Perm, el equipo más importante de su ciudad, con el que debutó en 1959. Tras cinco temporadas, Sadyrin firmó por el Zenit Leningrado, club en el que se convirtió en uno de los nombres más importantes. Jugó 333 partidos de liga con los leningradeses hasta que se retiró en 1975.
Tras poner fin a su carrera como jugador, Sadyrin continuó ligado al Zenit, al que dirigió desde 1978 hasta 1987. Sadyrin llevó al Zenit a ganar la liga soviética de 1984, el único campeonato de liga que ganó el club de Leningrado en toda su historia. Posteriormente entrenó al CSKA Moscú, con el que ganó la última liga soviética antes de la disolución del país.
En 1994, Sadyrin hizo historia en el fútbol ruso al ser el primer entrenador en dirigir a Rusia en una Copa del Mundo como país independiente. El técnico tuvo que confeccionar una plantilla de garantías pese al poco tiempo que tuvo para preparar la Copa del Mundo de 1994 —hasta junio de 1992 la selección de Rusia que existía era la del CEI—, en la que Rusia fue eliminada en la fase de grupos y Sadyrin destituido al regresar a Moscú.
En la temporada 2001, cuando entrenaba al CSKA, después de perder 1:6 ante el Zenit, Sadyrin renunció voluntariamente por motivos de salud. El 1 de diciembre de 2001, después de una largo padecimiento por el cáncer, Pável Sadyrin murió. Fue enterrado en el cementerio de Kuntsevo.

## Palmarés

### Entrenador
Zenit
- Primera División de la Unión Soviética: 1984

 CSKA
- Primera División de la Unión Soviética: 1991
- Copa de la Unión Soviética: 1991